# 桃華月憚
『桃華月憚』（とうかげったん）は、2007年5月25日にオービットのROOTブランドより発売されたアダルトゲーム。及び、それを原作として放送されたテレビアニメである。2009年10月1日には、PS2への移植版『桃華月憚 -光風の陵王-』が角川書店より発売された。

## 登場人物
※声の表記はPC版 / PS2版 / テレビアニメ版の順。

### 守東家の人々
守東 桃香（かみあずま とうか）
声 - 空野太陽 / 岸尾だいすけ / 伊瀬茉莉也
身長：161 cm、誕生日：3月3日、血液型：A型
本作の主人公。桃歌台学園2年A組生徒。繊細な容姿の美少年で、守東由美子の息子。自宅では娘として扱われており、女装している。記憶喪失だが、豪胆放逸な性格ゆえに本人は気にしていない。女好きではあるものの好きな人に対しては誠実。犬飼真琴からは「とーちゃん先輩」と呼ばれる。
川壁 桃花（かわかべ ももか）
声 - 遠野そよぎ / 岡嶋妙 / 早見沙織
身長：162 cm、スリーサイズ：B83 cm (B) W58 cm H88 cm、誕生日：秘密、血液型：O型
本作のヒロイン。桃歌台学園2年A組生徒で、天文同好会に所属。カチューシャのリボンが特徴的な膝頭まである長髪。本人の意思ではないが、春彦の許婚。マイペースな性格で、おっとりしているが、ややドジっ子で大食漢。天然の為か空気を読まないツッコミをして相手を怒らせることも。桃香のことは弟のように思っている。犬飼真琴からは「桃先輩」と呼ばれる。
守東 由美子（かみあずま ゆみこ）
声 - 本山美奈 / 吉田愛理 / 伊藤美紀
身長：161 cm、スリーサイズ：B96 cm (G) W58 cm H90 cm、誕生日：2月28日、血液型：A型
桃香の母親で、守東清春の姪。人気小説家。30代前半のはずだが、蠱惑的な肢体と女子大生にしか見えない若々しい美貌を持つ。箱入りのお嬢様で精神的に幼く、無邪気で愛らしい性格。桃香を溺愛している。彼女の住む離れは、「お化け屋敷」という別名を持つ。桃香の女装は、桃香を娘だと思い込んでいる彼女のため。
御堂 寧々（みどう ねね）
声 - 北都南 / ひと美 / 藤村歩
身長：163 cm、スリーサイズ：B88 cm (D) W58 cm H89 cm、誕生日：8月4日、血液型：O型
守東家の離れ専門の使用人。髪型は2つに結んだお団子頭に、ウェーブのかかったロングヘア。海外の一流大学を卒業した才媛。広報のごく初期には海外大卒に加え、日本で医師免許を習得していたとの設定があったが、ゲーム内では明記されていない。使用人として働いている理由は一切不明。本人曰く、「服が着てみたかったから」。桃香にとっては家庭教師かつ姉のような存在。
守東 春彦（かみあずま はるひこ）
声 - 木島宇太 / 水島大宙 / 野島健児
身長：186 cm、血液型：A型
桃歌台学園2年A組生徒で、天文同好会に所属。守東清春の息子で、桃花の許婚。由美子の従弟に当たる。不良を気取っているが、良家のお坊ちゃん的な所も見え隠れする好青年。
守東 清春（かみあずま きよはる）
声 - 青島刃 / 成田剣 / 速水奨
身長：180 cm
春彦の父親。守東家の現当主で、桃歌台学園の理事長。由美子の伯父でもあり、話のわかる礼儀正しい紳士。階級意識は高い。
守東 益之（かみあずま ますゆき）
声 - 阪脩
海部 敦子（かいふ あつこ）
声 - 鈴美巴 / 藤原美央子
身長：174 cm、スリーサイズ：B90 cm (E) W60 cm H90 cm、誕生日：10月8日
守東家使用人。清春の秘書。途中から学園に編入させられることになる。春彦のことを気にかけている。
五反田 幸子（ごたんだ さちこ）
声 - 奥田香織 / 百々麻子
守東家使用人長。恰幅のよい中年女性。なぜか他人の秘密（魔術とは無関係の、生活上のもの）に詳しい。
大島（おおしま）
声 - 鬼沢雅維 / 相沢正輝
守東家料理長。たくましい体格の男性。料理人たちに食材を自ら探させることもある。
北条 美鈴（ほうじょう みすず）
声 - 歌織 / 富山あかり / 高橋理恵子
身長：167 cm、スリーサイズ：B91 cm (E) W58 cm H92 cm、誕生日：2月2日
守東家主治医、兼、桃歌台学園校医。桃香に興味を抱いている。

### 桃歌台学園生徒
犬飼 真琴（いぬかい まこと）
声 - 松鷹ちひろ / 水橋かおり / 喜多村英梨
身長：158 cm、スリーサイズ：B76 cm (A) W57 cm H82 cm、誕生日：10月8日、血液型：AB型
桃歌台学園1年A組生徒で、主人公と桃花の後輩。天文同好会に所属。ショートヘアに飛び跳ねた2つのアホ毛が特徴。守東家に使用人として仕えながら、学園に通っている。桃花とは仲が良く、学園ではいつも一緒にいる。とても子供っぽい性質。喋り方が特徴的で、音楽用語が混じることも。
白川 明日菜（しらかわ あすな）
声 - 草柳順子 / 中田順子 / 井口裕香
身長：160 cm、スリーサイズ：B85 cm (C) W57 cm H89 cm、誕生日：7月23日
桃歌台学園1年A組生徒。通称「明日菜姫」。胡蝶歌劇団（合唱部）に所属。透き通るような綺麗な声の少女で、理子に合唱部のホープと称されたことから、声楽の腕前も優れていることがうかがえる。
ウェーブがかった淡い栗色の毛を青いカチューシャで止めている。あどけなさが残る整った清楚な顔立ちと華奢でありながら大きな胸と、かなり容姿に優れた美少女。物語で唯一、明確に初めから桃香のことが好きだった少女だが、持ち前の気性からしばらくは自分の気持ちに気付かず、気付いてからもなかなか告白出来ない。人見知りをして気が弱くも優しく、気性は穏やか。八つ当たりはしない気質。料理もこなし、裁縫をするなど、家庭的。少し天然の嫌いはあるが、かなりの常識人でもある。巫女的素養を持つ。
護国寺 鞠絵（ごこくじ まりえ）
声 - 守田羽糸 / 松元恵
身長：159 cm、スリーサイズ：B86 cm (C) W58 cm H86 cm、誕生日：9月9日
桃歌台学園1年A組生徒。茶道表桃家（茶道部）に所属。癖っ毛がコンプレックス。
上遠野 梨恵（かとおの りえ）
声 - まきいづみ / やなせなつみ
身長：160 cm、スリーサイズ：B78 cm (A) W56 cm H85 cm、誕生日：10月25日
桃歌台学園1年B組生徒。天文同好会に所属。占いマニアである。
六条 章子（ろくじょう しょうこ）
声 - 桜坂かい / 真山ゆうひ / 小林ゆう
身長：178 cm、スリーサイズ：B89 cm (B) W60 cm H85 cm、誕生日：8月22日、血液型：B型
桃歌台学園2年A組生徒。主人公と桃花のクラスメート。高めの位置で結ったポニーテールと眼鏡が特徴の毒舌家。地味だが、姉御肌で面倒見が良く、真琴達と仲が良い（特に真琴に好意を寄せている）。情報通で、学園内部の2大ソサエティー「蓮会」と「二宮会」のことに詳しい。実は隠された顔を持つが、それは彼女と昔から付き合いがある者しか知らない。
藤堂 五月（とうどう さつき）
声 - 斉藤愛子 / 神田理江
身長：162 cm、スリーサイズ：B82 cm (B) W57 cm H87 cm、誕生日：5月19日
桃歌台学園2年A組生徒。クラス委員長。剣術同好会に所属。規律に厳しい性格で、気ままな桃香や桃花をよく注意している。
岸辺 斗亞子（きしべ とあこ）
声 - 佐本二厘（PC・PS2同じ）
身長：168 cm、スリーサイズ：B85 cm (B) W59 cm H85 cm、誕生日：12月27日
桃歌台学園2年B組生徒。剣術同好会に所属。章子とは古くからの知り合いであるらしい。
水野 美野里（みずの みのり）
声 - 須本綾奈 / 嶋崎はるか
身長：165 cm、スリーサイズ：B80 cm (B) W57 cm H86 cm、誕生日：11月28日
桃歌台学園1年C組生徒。陸上部に所属。夜は正義のヒロイン「ジャスティス・ピーチ」に扮装して学園の平和を守っている。
双葉 理子（ふたば りこ）
声 - 一色ヒカル / 田中涼子
身長：169 cm、スリーサイズ：B95 cm (F) W59 cm H89 cm、誕生日：7月18日
桃歌台学園3年A組生徒。副生徒会長「左」。胡蝶歌劇団（合唱部）に所属。周囲からはまるで女王のように崇められている。
伊集院 辰也（いじゅういん たつや）
声 - 東城直樹 / 宮田幸季
誕生日：5月20日
桃歌台学園中等部3年A組生徒。剣術同好会に所属。桃香を尊敬している。
松永 俊毅（まつなが としき）
声 - 特務機兵 / 杉田智和
誕生日：8月23日
桃歌台学園2年C組生徒。剣道部に所属。学園内ソサエティ「蓮会」の一員。単純で短絡的な性格。五月に気があるらしいが、不良っぽいゆえにその好意を素直に示せず、逆に良い感情を抱かれない可哀想な奴。
高岡 誠二（たかおか せいじ）
声 - 皇帝 / 立花慎之介
誕生日：9月5日
桃歌台学園3年C組生徒。副生徒会長「右」。蓮会の一員。落ち着いた物腰の青年で、よく図書館で勉強している。実は六条章子が好きで、章子が絡むと人が変わるところがあるが、相手には恋愛感情を懐かれていない。
川田 篤志（かわだ あつし）
声 - 滑川菊太郎 / 川村拓央
誕生日：7月2日
桃歌台学園3年C組生徒。空手部に所属。蓮会の一員。一本気で頼りになる先輩。だが理子に好意を抱いているせいで、理子が絡むと途端におかしくなる。そのため、理子に近付く男には容赦なく襲いかかる。
胡蝶三姉妹（こちょうさんしまい）
声 - みる / 壱智村小真 / ひばり・山本麻里安、つばめ・渡辺明乃、すずめ・下屋則子
身長：148 cm、スリーサイズ：B73 cm (A) W52 cm H78 cm（3つ子ゆえに容貌は同一）
胡蝶ひばり、胡蝶つばめ、胡蝶すずめの美少女三姉妹。桃歌台学園生徒。鬢削ぎの長髪をリボンで少しだけ結っている。常に3人一緒で扇を手放さず、とにかく自分達が楽しければそれで良いという性格。上津未原では神懸かり的な力を揮え、人と価値観も善悪観も異なっているため、人の生き死にを絡めた遊びを展開する恐ろしいところも。容貌は3人とも同一だが、目付きだけは微妙に異なっている。
学園内にソサエティ「二宮会」を主宰しており、女生徒達には自分達のことを「お姉様」と呼ばせ、はべらせている。日々のほとんどの時間を胡蝶宮で過ごしながら、桃香に難題を持ち掛けからかって楽しむ日々を過ごしている。
橘 左近（たちばな さこん）
声 - 犬野忠輔 / 安元洋貴
剣術同好会に所属。なぜか顔に隈取がある。拳を通じてコミュニケーションをとるタイプで、ミッション「喧嘩道場」の依頼主である。
桜 右近（さくら うこん）
声 - 氷河流 / 緑川光
桃歌台学園2年A組生徒。文学部に所属。長髪の美形で、よく女性に声をかけている。明日菜にも時々声を掛けている。
ノルン三兄弟（ノルンさんきょうだい）
声 - 篠崎双葉 / 折笠愛
あげは、たては、せせりの美少年三兄弟。黒い制服を着用。3人そろって桃香をからかうのが好き。一日中時計館におり、各種ミッションの仲介をしている。
鬼梗（ききょう）
声 - 須本綾奈 / 嶋崎はるか / 山県さとみ
身長：164 cm、スリーサイズ：B82 cm (B) W58 cm H89 cm
学園の生徒会長。赤い2つのリボンと腰までのストレートヘアに、冷たく透き通った白い肌と吸い込まれそうな瞳を持つ美少女。学園内で出会えるのは、ごく一部の選ばれた人間のみ。何故か鬼梗が生徒会長になってから、生徒会選挙で生徒会長が選ばれたことは一度もない。生ける学園の七不思議。一人称は「わらわ」。本筋からそれたすごい秘密があるらしい。

### 桃歌台学園教職員
和智 紀香（わち のりか）
声 - 風華 / 本間ゆかり
身長：166 cm、スリーサイズ：B94 cm (E) W61 cm H92 cm、誕生日：6月2日
桃歌台学園英語教師。天文部の顧問。まだ新人なので、しばしば笠木から小言を言われている。学園に何か思い出があるらしい。
東 衣緒（あずま いお）
声 - 風華 / 本間ゆかり / 能登麻美子
誕生日：6月29日
桃歌台学園教師。幻想文学研究会の顧問。童顔のため「衣緒クン」などと呼ばれている。色々と暗躍している様子を見せる。『顔のない月』から引き続き登場。
笠木 哲也（かさぎ てつや）
声 - 菱勝 / 岡野浩介
誕生日：9月30日
桃歌台学園数学教師。美術部の顧問。自由奔放な桃香に手を焼いている。彼なりの教育論を持ち、別に悪い先生ではないのだが、何故か暴走することに。
天木 恵子（あまぎ けいこ）
声 - 風華 / 本間ゆかり
誕生日：4月18日
桃歌台学園校長。高齢の女性。天文同好会の顧問。
鏡 映子（かがみ えいこ）
声 - 篠崎双葉 / 折笠愛
桃歌台学園受付。終日南大門に詰めている。

### 三女神
仮面の継承者・阿麻氏のヤフツが第二の西王母を作り出そう古の儀式として失敗し、セイ、フウ、ジュナに女神としての力が宿って誕生した3人の女神姉妹。
セイ
声 - 遠野そよぎ / 岡嶋妙 / 早見沙織
桃香を下僕扱いし、瘴気渦巻く異界へといざなう謎の少女。一応制服を着てはいるが、学園内で彼女を見かけることはない。
アニメでは三女神の一人。日本の土着の民である古葛の姫。赤い瞳で、白い長髮が特徴。赤い羽衣を纏った女神の姿。イサミヒコを殺した張本人。「絹宮の白神」、「絹宮の白い姫」。
ジュナ
声 - 伊藤美紀
三女神の一人。元は阿麻氏の巫女であり、石剣の使い手となったイサミヒコの妹。化名「真名姫（まなひめ）」。金色の瞳で、灰色のウェーブのかかった髪型が特徴。青い羽衣を纏った女神の姿。兄のイサミヒコを殺したセイを敵視していた。由美子の体内を宿って、不可思議な力を与えている。「闇宮の青い姫」
フウ
声 - 河原木志穂
三女神の一人。姫カットの髪型が特徴。緑色の羽衣を纏った女神の姿。一切が謎に包まれた少女。
『顔のない月』の倉木水菜と似ている。

### その他の人々
イサミヒコ
声 - 伊瀬茉莉也
阿麻氏の戦士。
ヤフツ王
声 - 野島健児
雪牙姫（ゆきひめ）
声 - 玉川紗己子
崑崙より現れた仙女。
沙羅姫（さらひめ）
声 - 清水愛
雪牙姫の娘の1人。ふ
片桐 杏奈（かたぎり あんな）
雪牙姫の三女。
壇 九重（だん ここのえ）
声 - 井市崑 / 中博史
伊集院家執事。辰也のことを心から案じている。
御堂 香陽（みどう かや）
声 - 金田まひる / 梶田夕貴 / 森永理科
身長：180 cm、スリーサイズ：B94 cm (D) W61 cm H87 cm、誕生日：9月6日
御堂寧々の妹。中盤から学園に出没するようになる。肉食獣のような独特の雰囲気を漂わせている。アニメでもゲームでも、終盤で明日菜と絡むことが多い。
謎の占い師（なぞのうらないし）
声 - まきいづみ / やなせなつみ
フードを目深に被り、猫の手型グローブをはめた女性。対人関係のミッション依頼、好感度のわかる「人物占い」、次の満月がわかる「月齢占い」を請け負ってくれる。
うらしま
声 - 波動拳 / 緒方賢一
桃香と行動を共にする赤い鳥。本人いわく怨霊の類であるらしいが、現在は威厳も何もなく、もっぱら桃香の相方のような位置にいる。
トウカ
声 - 水鏡 / 中川里江
どこかから現れる怨霊めいた少女。桃香を敵視しており、彼に成り代わろうとする。
春日（かすが）
声 - 奥田香織/ 百々麻子
笠木や梨恵を操って、桃香の秘密を探ろうとする女性。
ユーリカ
声 - 金田まひる / 梶田夕貴 / 齋藤彩夏
終盤に桃歌台学園を襲う、吸血鬼の少女。香陽と激闘を繰り広げる。
アンディ
声 - 上州トム / 古澤徹
無数の吸血鬼を投入して学園制圧をもくろむ、本作の最終ボス。
加賀 浩人（かが ひろと）
声 - 一条和矢（PC・PS2とも同じ）
白いスーツの魔術師で、春日の主。学園に陰謀をめぐらせる者たちの中でも高位の存在で、胡蝶三姉妹と化かしあいのようなやり取りをしている。
JJ（ジェイジェイ）
声 - 十利須我里 / 日野聡
おまけシナリオに登場。学園襲撃者の一味。
絶対宇宙
声 - 島本須美

ナレーション
声 - 水戸部千希己

## ゲーム版

### PC版
2004年夏に配布されたファンクラブ会誌にて『顔のない月』の続編、『桃華月憚 〜顔のない月II〜』として発表されたが、2006年秋に副題の『〜顔のない月II〜』を無くした『桃華月憚』へタイトルが変更された。その後、ファンクラブ会誌で10名近いヒロインのラフ画を公開した後に説明なくすべてが破棄され、『〜顔のない月II〜』には『ヤミと帽子と本の旅人』の東葉月を登場させるとの言及があったが、果たされていない。
しかし、『顔のない月』の登場人物の1人である東衣緒が成長した姿で本作にも登場し、副題の抹消が続編であることを否定したものかは明確にされなかったため、各メディアの紹介において情報の混乱を招く結果となった。
事前情報では1年間の学園生活を描くとされていたが、実際には12月程度でEDを迎える上、全ての「敵」を倒し終わることも無ければヒロインの個別EDと言えるものも無く、実質的には何も解決しない。また、フルボイスと発表していたにもかかわらず予約期間終了後にパートボイスへの仕様変更を宣言し、ゲームの序盤部分とごくわずかの部分に入るのみで、重要なシーンも含めたほとんどの場面で音声が入らない仕様となった。発売から半年以上経過後、フルボイス化DISCが送料自己負担の上で無料配付されることとなった。
ストーリーには、『ヤミと帽子と本の旅人』や『顔のない月』だけでなく、オービット内で実質上凍結中の他ブランド作品、はては一部スタッフがかつて所属していた他社の作品『Re-leaf』とも密接にリンクしている個所が存在しているため、本作品のみで全貌を理解することは困難となっている。
ストーリーやボイスなどのあまりの不備に埋もれがちだが、マップ移動でA→B→C（ショートカットといえるような経路ではない）の所要時間がA→Cより短い、戦闘部分では発売前は公式サイトや雑誌に記載されていたはずの必殺技システムが全く実装されていないなど、根本的な部分での不整合や未完成が目立つ。

### PS2版
『桃華月憚 -光風の陵王-』ではシステムや構成が大幅に修正されている。主な変更点は以下の通り。
- 登場人物の音声のフルボイス化
- 戦闘における必殺技の実装
- イベントスケジュールの再構成。9月上旬で自由行動は終了する。
- おまけシナリオとして後日談を追加。

また、前述の通り関係が曖昧だった『顔のない月』を前日譚と明言し、DXパックには倉木鈴菜シナリオのみを収録したPS2版『顔のない月 〜Select Story〜』が同梱された。
しかしこのPS2版もバグとは無縁ではなく、橘左近が課すミッションの2周目を請け負うとゲーム進行が停止してしまう。

### ストーリー
神話の息づく地上津未原（かみつみはら）を支配する名家の子、守東桃香は目覚めたときにすべての記憶を失っていた。彼は記憶の手がかりを求め、桃歌台学園に通うことになる。
学園生活を謳歌する桃香は知らなかったが、彼の過去には単なる記憶喪失以上のものが隠されていた。その秘密をめぐり、多くの者たちが暗躍する。

### 作中用語
上津未原（かみつみはら）
神話の息づく古き聖地。
龍皇（りゅうおう）
犬飼真琴の体内が宿っており、笛を吹くことで龍皇の力を発揮する。
石剣（せっけん）
水晶状の根を伸ばし赤い魔剣。強大な力を保ってる。
仮面（かめん）
蟠桃園（ばんとうえん）
西蟠桃園と東蟠桃園があり、西王母の桃園。
古の儀式（いにしえのぎしき）
三女神が誕生した儀式。
上巳の歌会（じょうしのうたかい）

### スタッフ
- エグゼクティブプロデューサー - CARNELIAN
- ディレクター - KIM's SOUNDROOM
- キャラクターデザイン・原画 - CARNELIAN、天宮ぽらん
- シナリオ - 片桐由摩、オズケイイチロウ、西貝言羽、宙形安久里
- 音楽 - KIM’s SOUNDROOM
- 広報 - 池パン

### 主題歌
エンディングテーマ「月華の螺旋」
作詞 - 片桐由摩 / 作曲 - KIM’s SOUNDROOM / 編曲 - 上松範康 / 歌 - 飛蘭 -フェイラン-

## テレビアニメ版

### 概要
アダルトゲーム版と同名タイトルで、2007年4月から同年9月まで放送された。全26話。こちらは『顔のない月』との関係は不明。テレビアニメ版『ヤミと帽子と本の旅人』（『ヤミ帽』）のスタッフが主であり、avex entertainment配給のエイベックス1社の提供番組である。主人公、桃花役の早見沙織は本作がアニメ初出演作である。
『ヤミ帽』に多く散見された性描写は本作でも同様であり、同性愛や近親相姦を匂わせる描写までもが盛り込まれているほか、以下の仕掛けが用意されている。
1. 物語の最終話となる話を第1話として放送してストーリーが遡っていき、最終回に物語の発端を放送する「逆再生」[9]。
2. 作中に『ヤミ帽』のキャラクターがゲスト出演するコラボレーション[10]。
3. 監督の山口祐司と脚本の望月智充の要望[11]により、『ヤミ帽』に出演していた能登麻美子が1話、清水愛が1話、山本麻里安が3話とドラマCD1枚の合計6話の脚本を、女性声優が担当する。

なお、本作の内容は基本的にアダルトゲーム版の設定やストーリーに準拠しているが、すべてが一致しているわけではなく、テレビアニメ版独自の設定も盛り込まれている（桃花とセイの関係など）。

### 逆再生
その名の通り、この構成手法は物語の結末（エピローグ）から発端（プロローグ）へと1話ずつ遡っていく。つまり、第1話が本来の最終話となり、最終話が第1話ということになる。日本のテレビアニメとしては全く新しい構成であり、山口と望月のインタビュー記事でも2人は「今後『逆再生』構成にしたアニメが出てきても、『桃華月憚』の真似になる」と語っている。

### スタッフ（アニメ）
- 原作 - オービット「桃華月憚」
- 監督 - 山口祐司
- シリーズ構成 - 望月智充
- キャラクター原案 - CARNELIAN
- キャラクターデザイン・総作画監督 - 西田亜沙子
- プロップデザイン - 小坂知
- 美術監督 - 小山俊久
- 色彩設計 - 北爪英子
- 撮影監督 - 近藤慎与
- 編集 - 松村正宏
- 音楽 - 多田彰文
- 音響監督 - 辻谷耕史
- プロデューサー - 桐山恵奈、浦崎宣光
- アニメーション制作 - スタジオディーン
- 製作 - 「桃華月憚」製作委員会、エイベックス・エンタテインメント

### 主題歌（アニメ）
オープニングテーマ「ゆめおぼろ」
作詞 - 望月智充 / 作曲・編曲 - 多田彰文 / 歌 - 犬飼真琴（喜多村英梨）with守東桃香（伊瀬茉莉也）&川壁桃花（早見沙織）
エンディングテーマ「この世界がいつかは」
作詞 - 望月智充 / 作曲・編曲 - 多田彰文 / 歌 - 川壁桃花（早見沙織）

### 各話リスト
| 制作No. | サブタイトル | カナ表記 | 脚本       | 絵コンテ            | 演出              | 作画監督                     |
| ------- | ------------ | -------- | ---------- | ------------------- | ----------------- | ---------------------------- |
| 1       | 桜           | サクラ   | 望月智充   | 山口祐司            | 吉田俊司          | 近藤源一郎                   |
| 2       | 歌           | ウタ     | 望月智充   | 山本秀世            | 小林浩輔          | 沈宏                         |
| 3       | 剣           | ケン     | 望月智充   | 今千秋              | 今千秋            | 浅井昭人                     |
| 4       | 冠           | カンムリ | 望月智充   | 喜多谷充            | 中山敦史          | 八尋裕子                     |
| 5       | 仏           | ホトケ   | 望月智充   | 中野典克 山口祐司   | 丸山由太          | 石原恵                       |
| 6       | 蝶           | チョウ   | 笹野恵     | 高本宣弘            | 山崎茂            | 清水勝祐 神原大仁            |
| 7       | 闇           | ヤミ     | 中瀬理香   | 喜多谷充 山口祐司   | 吉田俊司          | 徳田夢之介                   |
| 8       | 氷           | コオリ   | 中瀬理香   | 寺東克己            | いまざきいつき    | 津田崇 河野紘一郎            |
| 9       | 雪           | ユキ     | 錦紀和     | 小倉宏文            | 小倉宏文          | 浅井昭人                     |
| 10      | 血           | チ       | 望月智充   | 青木新一郎          | 小林浩輔          | 末廣直貴                     |
| 11      | 祭           | マツリ   | 山本麻里安 | 藤原良二 中野典克   | 高田昌宏 己葉鷹太 | 谷圭司 神原大仁              |
| 12      | 命           | イノチ   | 笹野恵     | 藤原良二            | 土屋浩幸          | 高橋敦子                     |
| 13      | 館           | ヤカタ   | 山本麻里安 | 川崎逸朗            | 吉田俊司          | 佐藤義和 中野典克            |
| 14      | 旅           | タビ     | 望月智充   | 山本秀世            | 丸山由太          | 塩川貴史                     |
| 15      | 暦           | コヨミ   | 綿紀和     | 高本宣弘            | 石井久志          | 阿部智之                     |
| 16      | 星           | ホシ     | 笹野恵     | 小林浩輔 藤原良二   | 小林浩輔          | 沈宏                         |
| 17      | 月           | ツキ     | 望月智充   | 藤原良二 山口祐司   | 秋田谷典昭        | 近藤源一郎                   |
| 18      | 海           | ウミ     | 清水愛     | 小倉宏文            | 小倉宏文          | 清水勝祐 神原大仁 相坂ナオキ |
| 19      | 幕           | マク     | 望月智充   | 山本秀世            | 吉田俊司          | 塩川貴史                     |
| 20      | 桃           | モモ     | 錦紀和     | 青木新一郎 山口祐司 | 土屋浩幸          | 浅井昭人                     |
| 21      | 園           | ソノ     | 能登麻美子 | 望月智充            | 小林浩輔          | 中野典克 佐藤義和 小澤円     |
| 22      | 陰           | カゲ     | 山本麻里安 | 川崎逸朗            | 石井久志          | 八尋裕子                     |
| 22      | 虐           | ギャク   | 山本麻里安 | 川崎逸朗            | 石井久志          | 八尋裕子                     |
| 23      | 嫁           | ヨメ     | 笹野恵     | 柳沢テツヤ          | 笠井信児          | 尹貞凞                       |
| 24      | 綾           | アヤ     | 望月智充   | 高本宣弘            | 小林浩輔          | 高橋敦子                     |
| 25      | 〆           | エックス | 望月智充   | 高本宣弘 山口祐司   | 吉田俊司          | 浅井昭人                     |
| 26      | 華           | ハナ     | 望月智充   | 山本秀世 山口祐司   | 丸山由太          | 近藤源一郎                   |

### 放送局
| 放送地域 | 放送局     | 放送期間                      | 放送日時           | 放送区分  | 備考         |
| -------- | ---------- | ----------------------------- | ------------------ | --------- | ------------ |
| 日本全域 | BS朝日     | 2007年4月2日 - 9月24日        | 月曜 25:30 - 26:00 | BS放送    | [ 16 ]       |
| 東京都   | TOKYO MX   | 2007年4月4日 - 9月26日        | 水曜 26:00 - 26:30 | 独立UHF局 |              |
| 兵庫県   | サンテレビ | 2007年4月6日 - 9月28日        | 金曜 26:05 - 26:35 | 独立UHF局 |              |
| 日本全域 | AT-X       | 2007年7月20日 - 2008年1月11日 | 金曜 7:00 - 7:30   | CS放送    | リピートあり |

## 関連商品

### 漫画
「コンプティーク」にて連載。作画は雲屋ゆきお、脚本・監修はゲーム版でシナリオを担当した宙形安久里。
1. 『桃華月憚 壱』（角川書店〈角川コミックス・エース〉、2007年8月10日初版発行＜8月9日発売＞）ISBN 978-4-04-713952-7
2. 『桃華月憚 弐』（角川書店〈角川コミックス・エース〉、2008年1月10日初版発行＜1月10日発売＞）ISBN 978-4-04-715012-6

### CD
- 『ゆめおぼろ』オープニングテーマ（エイベックス・ディストリビューション 2007年6月20日発売） AVCA-26346 (シングル)
- 『この世界がいつかは』エンディングテーマ（エイベックス・ディストリビューション 2007年6月20日発売） AVCA-26347 (シングル)
- 『月華の螺旋』PCゲームエンディングテーマ（HOBiRECORDS 2007年4月6日発売） HBMS-177 (シングル)
- 『桃華月憚』オリジナルサウンドトラック(PCゲーム)(HOBiRECORDS 2007年5月25日発売） HBMS-178
- 『桃華月憚』音劇集 TVアニメーション オリジナル・サウンドトラック（エイベックス・ディストリビューション 2007年7月18日発売） AVCA-26397
- 『桃華月憚』華劇草紙「闘」（エイベックス・ディストリビューション 2007年9月26日発売） AVCA-26481(ドラマCD、エクストラ企画CD)
- 『桃華月憚』華劇草紙「恋」（エイベックス・ディストリビューション 2007年11月21日発売） AVCA-26475(ドラマCD、エクストラ企画CD)
- 『桃華月憚』華奏楽集（エイベックス・ディストリビューション 2008年1月25日発売） AVCA-26616 (2枚組 Disc 1 歌謡全集  Disc 2 未収録劇伴集)

### DVD
※初回限定特装版と通常版の二種類が発売された。
- 桃華月憚 月華之抄 [2007年9月19日発売] AVBA-26367〜69
  - Disc-1 本編DVD「桃華月憚 壱」（「桜」・「歌」・「剣」 全三話収録）
  - Disc-2 本編DVD「桃華月憚 弐」（「冠」・「仏」・「蝶」 全三話収録）
  - Disc-3 特典DVD「桃華月憚 附録 蒼月光盤」 
    - ミニ音声ドラマ（脚本：望月智充）
      - ①守東桃香編「手」、②守東由美子編「裸」（※各約7分30秒）

    - ノンクレジット・オープニング&エンディング
    - 店頭PV映像（番宣スポット）
    - 「演者陣 思語」キャストインタビュー映像

【封入特典】
化粧箱型特製収納ケース仕樣
十六頁 豪華カラーブックレット「桃華月憚 附録 月華読本」封入
特別描き下ろし本編DVDジャケット用イラスト（イラスト原画：西田亜沙子）
- 桃華月憚 風華之抄 [2007年10月31日発売] AVBA-26370〜72
  - Disc-1 本編DVD「桃華月憚 参」（「闇」・「氷」・「雪」・「血」 全四話収録）
  - Disc-2 本編DVD「桃華月憚 肆」（「祭」・「命」・「館」 全三話収録）
  - Disc-3 特典DVD「桃華月憚 附録 橙風光盤」 
    - ミニ音声ドラマ（脚本：望月智充）
    - ①犬飼真琴編「風」、②鬼梗編「憚」（※各約7分30秒）
    - プロモーション映像
    - 「華想放談 望月智充×山本麻里安」スタッフインタビュー映像

【封入特典】
化粧箱型特製収納ケース仕樣
十六頁 豪華カラーブックレット「桃華月憚 附録 風華読本」封入
特別描き下ろし本編DVDジャケット用イラスト（イラスト原画：西田亜沙子）
- 桃華月憚 蝶華之抄 [2007年12月26日発売] AVBA-26373〜75
  - Disc-1 本編DVD「桃華月憚 伍」（「旅」・「暦」・「星」・「月」 全四話収録）
  - Disc-2 本編DVD「桃華月憚 陸」（「海」・「幕」・「桃」 全三話収録）
  - Disc-3 特典DVD「桃華月憚 附録 翠蝶光盤」
    - ミニ音声ドラマ（脚本：望月智充）
      - ①六条章子編「車」、②御堂寧々編「謎」（※各約7分30秒）

    - 「華喋談議」音声コメント（山口裕司・CARNELIAN）
    - 「華想放談 望月智充×清水愛」スタッフインタビュー映像

【封入特典】
化粧箱型特製収納ケース仕樣
十六頁 豪華カラーブックレット「桃華月憚 附録 蝶華読本」封入
特別描き下ろし本編DVDジャケット用イラスト（イラスト原画：西田亜沙子）
- 桃華月憚 香華之抄 [2008年2月27日発売] ABVA-26376〜78
  - Disc-1 本編DVD「桃華月憚 漆」（「園」・「虐」・「嫁」 全三話収録）
  - Disc-2 本編DVD「桃華月憚 捌」（「綾」・「〆」・「華」 全三話収録）
  - Disc-3 特典DVD「桃華月憚 附録 紅香光盤」
    - ミニ音声ドラマ（脚本：望月智充）
      - ①川壁桃花編「食」、②守東春彦編「路」（※各約7分30秒）

    - 「華喋談議」音声コメント（山口裕司・CARNELIAN）
    - 「華想放談 望月智充×能登麻美子」スタッフインタビュー映像
    - ノンクレジット・オープニング
    - ミュージック・クリップ

【封入特典】
化粧箱型特製収納ケース仕樣
十六頁 豪華カラーブックレット「桃華月憚 附録 香華読本」封入
特別描き下ろし本編DVDジャケット用イラスト（イラスト原画：西田亜沙子）